# Rio Vez
O rio Vez é um rio de montanha localizado na falda da serra do Soajo no Parque Nacional da Peneda-Gerês, Portugal. 
Este rio atravessa a terra de Arcos de Valdevez onde se realizou o famoso Torneio de Arcos de Valdevez que está na origem da Independência de Portugal. Principal afluente do rio Lima, na margem direita.
As águas deste rio são ricas em truta, facto que atrai numerosos entusiastas na época da pesca. Devido ao elevado número de praticantes e à procura do rio Vez foi estabelecido a Zona de Pesca Reservada do Rio Vez (Portaria nº 104/2001 de 29 de Janeiro).
Pertencente à bacia hidrográfica do rio Lima e à região hidrográfica do Minho e Lima.
Tem um comprimento aproximado de 36 km e uma área de bacia de aproximadamente 263,3 km².

## Afluentes mais importantes
Da nascente para a foz, estes são os afluentes mais importantes do rio Vez:
- Rio de Cabreiro
- Ribeiro de Frades
- Ribeiro de São Mamede
- Rio Ázere
  - Ribeira de Porto Avelar
- Rio Frio

## Pontes sobre o rio Vez
Sobre o rio Vez, podemos encontrar várias pontes, algumas com importância histórica, das quais se destaca:
- Ponte medieval de Vilela
- Ponte Velha de Arcos de Valdevez (ponto de grande atracção turística e local de eleição para as inúmeras fotografias que são neste local tiradas, tanto por turistas como por fotógrafos), datada de 1880 e composta por quatro arcos, que substituíu a anterior ponte medieval, composta também por quatro arcos e que estará na origem do topónimo Arcos do Val do Vez, que derivou em Arcos de Valdevez